# عبداللطیف لاریجانی
عبداللطیف لاریجانی (درگذشت:۱۲۴۵ق/۱۸۳۰م) از خوشنویسان و منشیان دیوان در دوره فتح‌علی شاه قاجار بود و عنوان پر افتخار کاتب‌السلطانی داشت. شعر می‌گفت و مردی خوش‌خوی بود. گفته می‌شود هنگامی‌که میرزا سنگلاخ در تهران اقامت داشت، نزد وی تعلیم خط نستعلیق و شکسته گرفت.

## آثار
- یک قطعه به قلم دو دانگ و نیم دو دانگ خوش، با رقم: "بعزّ و شوکت فتحعلی‌شه قاجار... کاتب حضرت‌السلطانی در مجموعه کریم زاده
- قطعه‌ای به قلم دو دانگ و کتابت جلی متوسط، با رقم: "... عبداللطیف اللاریجانی" در مجموعه دکتر بیانی